# Jelena Prosteva
Jelena Olegovna Prosteva (Russisch: Елена Олеговна Простева) (Novokoeznetsk, 22 november 1990) is een Russische voormalig alpineskiester.

## Carrière
Prosteva maakte haar wereldbekerdebuut in februari 2009 tijdens de supercombinatie in Tarvisio.
In 2010 nam Prosteva deel aan de Olympische Winterspelen 2010. Haar beste resultaat liet ze optekenen op de super G met een 24e plaats. 
Ze behaalde nog nooit een podiumplaats in een wereldbekerwedstrijd.

## Resultaten

### Titels
Russisch kampioene supercombinatie - 2010
Russisch kampioene super G - 2010
Russisch kampioene afdaling - 2010
Russisch kampioene reuzenslalom - 2008

### Olympische Spelen
| Jaar | Plaats    | Resultaten                                                               |
| ---- | --------- | ------------------------------------------------------------------------ |
| 2010 | Vancouver | 24e Super G 26e Afdaling 28e Slalom DNF Reuzenslalom DNF Supercombinatie |

### Wereldbeker

#### Eindklasseringen
| Seizoen   | Algm | SC  |
| --------- | ---- | --- |
| 2009/2010 | 127e | 38e |